# Ignác Schiebl
Ignác Schiebl (8. května 1823 Plzeň – 2. března 1901 Plzeň), uváděný i jako Hynek Schiebl, byl rakouský a český podnikatel, novinář a politik z Plzně, v 80. letech 19. století poslanec Českého zemského sněmu.

## Biografie
Pocházel se starousedlé plzeňské rodiny. Vystudoval pět tříd gymnázia v Plzni a pak se u svého strýce vyučil knihtiskařem. Působil v Praze, Vídni, v Německu a Švýcarsku a od roku 1846 trvale pobýval v Plzni, kde se živil jako knihvazač a zapojil se do veřejného života. V roce 1847 zde spolupořádal první český ples Národní besedy, v roce 1848 se podílel na založení spolku Slovanská lípa. Měl také později podíl na vzniku místního spolku Hlahol, v němž od roku 1862 zasedal jako člen výboru. Spoluzakládal Měšťanskou besedu, byl intendantem městského divadla. Angažoval se i v podnikatelských sdruženích. V roce 1883 se stal prvním etnicky českým prezidentem plzeňské obchodní a živnostenské komory. Zastával také post starosty Občanské záložny. Spoluzakládal muzeum. Byl členem městského zastupitelstva a okresního zastupitelstva.
Výrazná byla jeho novinářská a publicistická činnost. Přispíval do Národních novin, Slovanské lípy, Večerních listů, Slovanu a Lumíru. V srpnu 1861 mu byla udělena koncese na provozování knihtiskařství. Roku 1862 pak převzal tiskárnu J. Michaela Schmida v domě čp. 160–161 v plzeňské Školní ulici a zároveň převzal i vydávání listu Pilsner Bote, který byl později přejmenován na Pilsner Reform). Roku 1866 se pokusil o vydávání českojazyčného regionálního listu Radbuza, ale periodikum zaniklo již po dvou měsících. Až v období let 1889–1893 se mu podařilo dlouhodoběji udržet list Nové plzeňské noviny.
V 80. letech 19. století se zapojil i do zemské politiky. Ve volbách v roce 1883 byl zvolen v kurii obchodních a živnostenských komor (volební obvod Plzeň) do Českého zemského sněmu.
Zemřel roku 1901 v Plzni a byl pohřben na Mikulášském hřbitově.
Jeho syn Jaroslav Schiebl působil jako spisovatel, novinář a statistik.